# Pristimantis ridens
Pristimantis ridens är en groddjursart som först beskrevs av Cope 1866.  Pristimantis ridens ingår i släktet Pristimantis och familjen Strabomantidae. IUCN kategoriserar arten globalt som livskraftig. Inga underarter finns listade i Catalogue of Life.